# Stadhuis van Valence (Drôme)

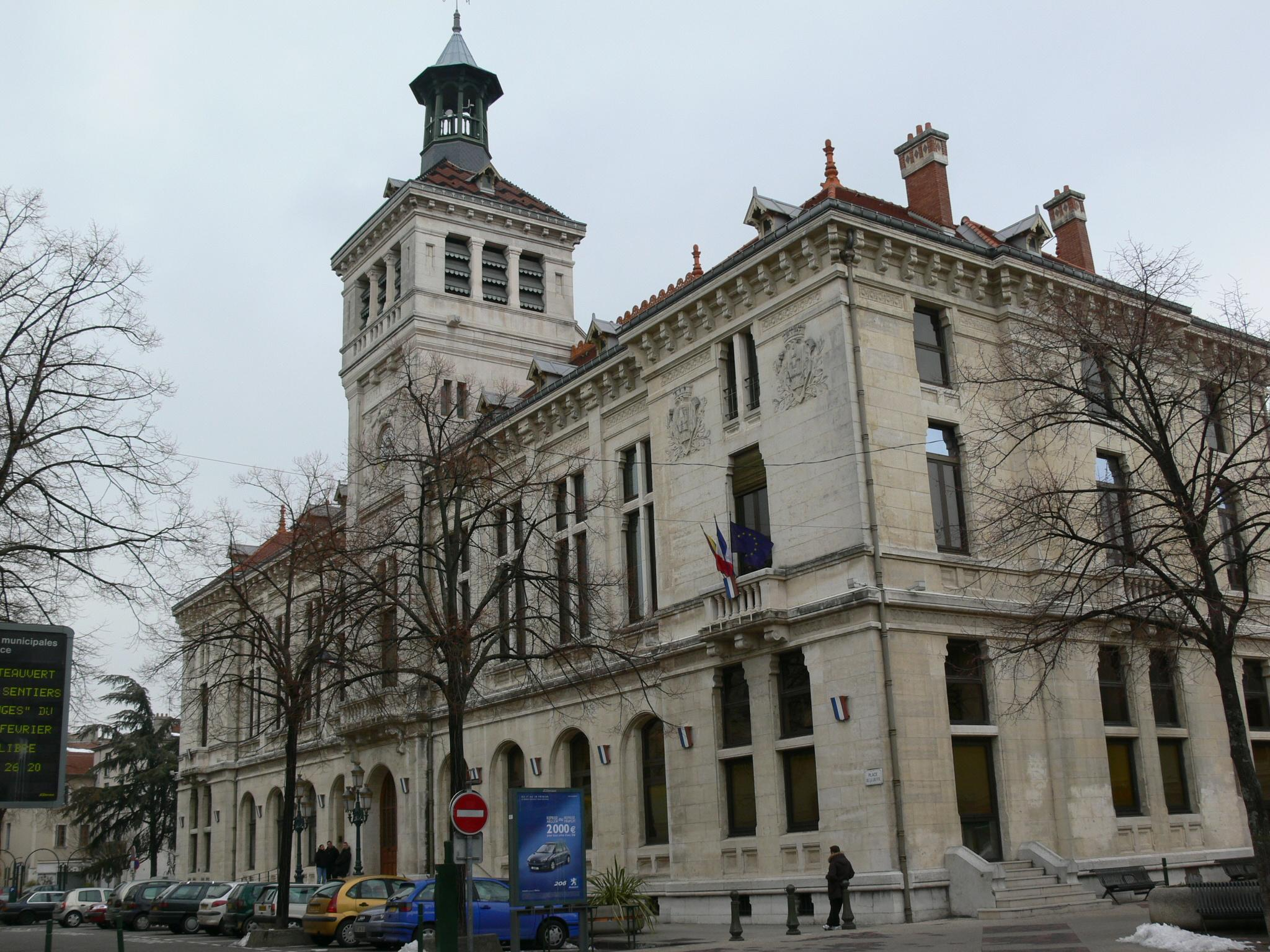
Stadhuis van Valence-sur-Rhône

Het Stadhuis van Valence (1894) bevindt zich in het oude centrum van de Franse stad Valence, de hoofdplaats van het departement Drôme. Aan het einde van de 19e eeuw ontstond er discussie of het stadhuis in het centrum dan wel in de nieuwe buitenwijken moest gebouwd worden; het werd het oude centrum. Het stadhuis huisvest ook diensten van de prefectuur Drôme.

## Historiek
Voor 1894 had de stad Valence geen stadhuis. Het bestuur vergaderde in diverse panden. Het laatste stadskantoor voor de bouw was in de voormalige abdij Saint-Ruff. De abdij werd afgebroken om plaats te maken voor het stadhuis op dezelfde plaats (1890). 
Twee architecten uit Parijs hadden de wedstrijd voor de nieuwbouw gewonnen. Het waren Henri Bertsch-Proust (1846-1911) en Paul Bischoff (1853-1902). Hun project Alea jacta est ging voor een eclectische stijl. Het stadhuis werd gebouwd in de jaren 1891-1894. De vermenging van stijlen is zowel aan de buitengevel als binnen te zien. De centrale toren is een herinnering aan de belforten uit de middeleeuwen. De ramen zijn classicistisch. De versierde open haarden in de salons roepen dan eerder een renaissancestijl op. 
Aan de buitengevel staan symbolen van de Derde Republiek: handel, wetgeving, rechtspraak en vrijheid. Enkele afkortingen zijn zowel buiten als binnen terug te vinden tussen de versieringen. Dit was eigen aan stadhuizen in de Derde Franse Republiek. Zo gaat het om VDD Valence Drôme Dauphiné: dit herinnert aan de Republikeinse naam van het departement (Drôme) en de oude naam in het koninkrijk Frankrijk (provincie Dauphiné). Ook RF République Française (Franse Republiek) en SU Suffrage Universel (algemeen stemrecht) zijn afgebeeld.
In 2018 erkende het Ministère de la Culture het stadhuis als monument historique van Frankrijk.